# Il drago si scatena - Boxer From Shantung
Il drago si scatena (Mǎ Yǒng Zhēn) è un film del 1972 diretto da Chang Cheh.
Film d'azione prodotto ad Hong Kong, distribuito in Italia nel 1974.

## Trama
Ma Yongzhen e Xiao sono due operai che vivono a Shanghai. Ma Yongzhen e il  Boss Tan-Si si combattono tra di loro e Ma Yongzhen riesce ad uscire vincitore. Passo dopo passo, si guadagna il rispetto di tutti quelli che incontra, sia con la sua forza di carattere, sia con la violenza.
Un giorno arriva una grande occasione, decide di affrontare un grande campione russo, Ma Yongzhen si abbandona alla fantasia, molto simile a quella che usò con Tan Si. Tuttavia  egli è consapevole delle sue umili origini e del fatto che i tempi sono ancora duri per molti a Shanghai. Scala la gerarchia delle triadi grazie ad un boss che lo prende in simpatia.
Quando il boss viene assassinato, Ma si getta nella vendetta facendo una strage ma muore anche lui. Il suo nome entra nella leggenda.